# Quentin Bernier
Quentin Bernier, né le 30 juillet 1990 à Reims, est un coureur cycliste français. En 2012, il devient champion de France sur route espoirs à la Chapelle-Caro.

## Biographie
C'est dans le club La Pédale Rémoise, chez les poussins, qu'il fait ses débuts. Il rejoint la section sport étude du collège du Cheylard (Ardèche) puis le Pôle Centre Formation de Saint-Étienne. Pour ses deux premières saisons espoirs, il court pour l'US Albenasienne et rejoint le CR4C Roanne en 2011.
En 2012, il décroche le titre de champion de France sur route espoirs. Il rejoint en 2013 le club de division nationale 1, le SCO Dijon.
Il a un profil de puncheur ainsi que de baroudeur[réf. nécessaire].

## Palmarès
- 2009
  - Grand Prix de Bollene
  - 2e de Châteauneuf-de-Gadagne
- 2010
  - 2e du Grand Prix du CG du Gard
  - 2e du Grand Prix du Chambon
  - 2e de la Nocturne de Cusset
- 2011
  - Prix de Paulhaguet
- 2012
  -  Champion de France sur route espoirs
  - Grand Prix de la Soierie à Charlieu
  - 3e des Quatre Jours des As-en-Provence
  - 3e du Grand Prix des Foires d'Orval
- 2013
  - 2e du Grand Prix de Chardonnay
- 2014
  - 3e du Tour du Pays de Gex-Valserine
- 2015
  - Prix d'Authoison
  - 3e du Grand Prix Delorme-Eurocapi
  - 3e du Grand Prix du Cru Fleurie
- 2016
  - 1rea étape du Tour de Nouvelle-Calédonie (contre-la-montre par équipes)